# Лікарська форма
Ліка́рська форма, або фо́рма ви́пуску, — форма, в якій випускаються готові до використання ліки. Лікарському засобу або лікарській рослинній сировині надається зручний для застосування стан, при якому досягається необхідний лікувальний ефект. Форми розрізняються головно за шляхом прийому ліків.

## Класифікація

### Кількісна
Розрізняють дозовані і недозовані лікарські форми:
- Дозовані: капсули, таблетки
- Недозовані: гель, мазь, сироп, екстракт, еліксир, емульсія, лікарський олівець, відвар
- Змішаного типу: пластир (може бути як дозованою, так і не дозованою лікарською формою)

### Якісна
За агрегатним станом:
- Тверді: таблетки, порошок, капсули, драже, гранули, карамель, лікарський олівець
- М'які: мазі (лініменти теж), креми, пасти , гелі, ТТС, супозиторії[3]
- Рідкі: розчини, відвар, настоянки, настої, екстракти (витяжки), суспензії, емульсії, краплі, сиропи, слизи, мікстури
- Газоподібні: Аерозолі

## Відповідність форм способам прийому ліків
- Пероральний (інколи оральний, ентеральний; ліки ковтають) — таблетки, капсули, драже, мікстури, настоянки, відвари, екстракти, суспензії, льодяники, жувальні таблетки та гумка жувальна, пастилки, гранули тощо.
- Сублінгвальний (під язик) — легкорозчинні драже і таблетки, лікувальні рідини, гелі, спреї.
- Парентеральний (оминаючи шлунково-кишковий тракт, найчастіше шляхом ін'єкції) — ампули, флакони, пакети, шприци. При цьому вводять препарати внутрішньошкірно, підшкірно, внутрішньом'язово, внутрішньовенно струменево або краплинно, рідше у порожнини (зокрема, суглобів), значно рідше — внутрішньоартеріально або внутіршньосерцево (при невідкладних станах, реанімації), внутрішньокістково (кістково).
- Вагінальний — супозиторії, розчини, капсули (вагінальні), суспензії, тампони.
- Ректальний — супозиторії, розчини, капсули (ректальні), суспензії, піни, тампони.
- Уретральний — супозиторії, розчини, капсули (уретральні), суспензії.
- Інгаляційний (вдихання) — розчини та рідини для інгаляцій, спреї (порошкові, рідинні).